# Johann Christoph von Wylich und Lottum
Johann Christoph Graf von Wylich und Lottum (* 9. Mai 1681 in Kleve; † 16. Oktober 1727 auf Schloss Hueth in Rees) war ein preußischer Offizier, zuletzt Generalmajor, Chef des Infanterie-Regiments Nr. 25 und Dorst zu Petershagen, sowie Erbherr zu Huet, Wahl und Ossenberg.

## Leben
Johann Christoph kam aus dem alten klevischen Adelsgeschlecht der Wylich und Lottum. Er war der Sohn des Generalfeldmarschalls Philipp Karl von Wylich und Lottum (1650–1719) und seiner ersten Frau Maria Dorothea von Schwerin (1662–1695).
1699 war er Hauptmann (Kapitän) bei der kurbrandenburgischen Leibgarde (No. 1). 
Er wurde am 10. Juli 1708 im Regiment seines Vaters Oberstleutnant. Am 26. Juni 1714 wurde er Oberst im Infanterie-Regiment Nr. 25 (Schlabrendorf). 1718 wurde er Chef des Regiments und 1721 zum Generalmajor ernannt. Er starb 1727 und wurde auf seinem Schloss Hueth begraben.

## Familie
Er war mit Hermine Alexandrine von Wittenhorst-Sonsfeld (* 4. September 1685; † 23. April 1745) verheiratet. Das Paar hatte folgende Kinder:
- Friedrich Wilhelm Karl Hermann (1720–1797) ⚭ Sophie Beate von Schlichting (* 8. August 1736; † 28. Oktober 1801)
- Friedrich Wilhelm (1716–1774) ⚭ 18. April 1763 Anna Dorothea Scherff (* 7. Januar 1744; † 14. Februar 1796)

Nach dem Tod von Johann Christoph stellte König Friedrich Wilhelm I. am 5. September 1733 der Witwe eine Pension für die Erziehung ihrer Kinder.